# Microblogging
Com a microblogging o miniblogging es coneix a una derivació del fenomen blog, amb la particularitat que s'hi envien missatges curts (habitualment de menys de 200 caràcters) a l'atenció del públic general o només de les pròpies coneixences.
Mcfredies (2007) defineix el terme microblogging (també conegut com a nanoblogging) de la següent manera: “un microblog pot ser vist com un weblog que es limita a 140 caràcters per missatge, però s'ha millorat amb instal·lacions de xarxes socials”
Les novetats i els avisos poden enviar-se (depèn del servei) des d'un lloc web, per missatgeria instantània, per correu electrònic, a través d'aplicacions de tercers, per SMS, per mòbil, etc.
El primer servei d'aquestes característiques fou Twitter, nascut el març de 2006.Twitter és una aplicació web de microblogging, una barreja de blogging amb xarxa 
social i missatgeria instantània. Aquesta nova tecnologia de publicació personal i comunicació, dona com a resultat un nou tipus de publicació en temps real.
Posteriorment han sorgit diversos serveis similars com ara Pownce, Jaiku o Hatena Haiku que afegeixen al microblogging altres funcionalitats com la transmissió d'arxius o la notificació d'esdeveniments. De fet el maig de 2007 ja hi havia fins a 111 serveis o aplicacions inspirades en el Twitter arreu del món.
A través de http://jjdeharo.blogspot.com.es/2010/01/listado-de-redes-sociales-y.html (Blog EDUCATIVA del Doctor Juan José de Haro) tenim accés a un llistat d'una gran quantitat i varietat de xarxes socials en general, i concretament, a les xarxes socials basades en el sistema microblogging.

## Microblogging i educació
El més significatiu dels serveis de microblogging és, sens dubte, Edmodo (http://www.edmodo.com%5BEnllaç+no+actiu%5D) que des de fa poc està traduït a l'espanyol. disposa d'eines pensades especialment per l'educació com l'assignació de tasques, la qualificació de treballs o un calendari de lliurament de treballs. A més, disposa de serveis d'alerta per Twitter o per telèfon mòbil.
Un altre servei semblant, encara que més simple, ja que té menys característiques i sense traduir, és Twiducate (http://www.twiducate.com). També permet l'assignació de tasques encara que no la seva qualificació sent més senzill que Edmodo.

### Activitats basades en Microblogging
De Haro (2010). proposa un seguit d'activitats que podem realitzar amb qualsevol servei de microblogging, que adaptem, des del nostre punt de vista, a l'Educació Superior:
• Diari de classe: els alumnes descriuen i/o expliquen el que van fent.
• Elaboració col·laborativa de microcontes. El docent inicia una història que els alumnes van completant per torns. Simulació de casos amb un únic final a detectar pels alumnes.
• Tauler d'anuncis. El docent utilitza el programari per mantenir informats els alumnes d'aspectes relacionat amb l'assignatura: la seva organització, els seus avisos, les seves tasques...
• Glossari o Vocabulari. Definició de paraules.
• Compartir recursos. Enviament d'enllaços sobre un tema determinat per compartir-los amb tota la classe.
• Comptes per a pares. Evidentment, aquesta opció no és vàlida en l'Educació Superior.
• Recopilació d'opinions de classe.
• Contacte amb altres Facultats.
• Simulació de rols. Els alumnes poden interpretar un paper específic basat en la competència professional que es vol treballar.
• Concursos: es llancen preguntes per contestar ràpidament o realitzant recerques a la xarxa.
• Tempestes d'idees per a l'inici de tasques o treballs. Per treballar coneixements previs. Es pot treballar un dia abans per fer debats a classe i reorganitzar el coneixement.

### Avantatges i desavantatges del microblogging en l'educació
Els avantatges més destacables que aporta el microblogging a les aules són:
• Permetre als professors i estudiants compartir recursos, enviar avisos i en general, mantenir-se en contacte en relació amb els assumptes escolars. Els professors poden utilitzar per establir les qualificacions, informar els estudiants dels terminis dels esdeveniments de l'escola o la universitat, entre altres coses. Els estudiants podrien utilitzar-lo per enviar consultes als professors o fins i tot per enviar enllaços al seu treballs, com si fos un blog o pàgina web personal. La clau és que un sol missatge sigui lliurat a tots els pertanyents a un grup a l'instant.
• Simplicitat i eficiència en les comunicacions. Els 140 caràcters de text potencien la senzillesa i un aprenentatge ràpid de l'ús dels serveis. El microblogging té una tendència al minimalisme en tot el que fa referència a aquest.
• El microblogging fomenta l'eliminació del superflu. La brevetat dels textos que es poden escriure s'elimina de forma gairebé forçosa tot el que no sigui important per a la comunicació.
El problema més important que tenen les xarxes socials basades en microblogging de cara a l'educació és la limitació en la creació d'objectes digitals, ja que es basen principalment en el text i, encara que molts serveis permeten la inserció de vídeos, imatges, arxius i altres tipus d'elements, no tenen les possibilitats de les altres xarxes socials.
El microblogging, a més, presenta el problema de la manca d'elements d'interacció social i de mecanismes per desenvolupar una identitat pròpia en l'interior de la xarxa. Això és especialment important amb els nens i adolescents als quals els agrada compartir fotos, vídeos i tot tipus d'esdeveniments i activitats que es comenten els uns als altres. També els agrada el poder personalitzar la pàgina del seu perfil per exposar davant els altres la seva pròpia manera de ser. Aquest és, creiem, el motiu principal pel qual les xarxes de microblogging no tenen èxit entre els més joves i, però, si entre els adults.